# Marion Roper
Marion Charlotte Roper, född 15 september 1910, död 10 februari 1991, var en amerikansk simhoppare.
Roper blev olympisk bronsmedaljör i höga hopp vid sommarspelen 1932 i Los Angeles.